# Транспорт в Малави
Транспорт в Малави развит слабо. Страна с населением в почти 14 миллионов человек имеет 39 аэропортов, 6 из которых имеет твёрдое покрытие, 33 не имеют твёрдого покрытия. В стране имеется сеть узкоколейных железных дорог длиной в 797 километров.

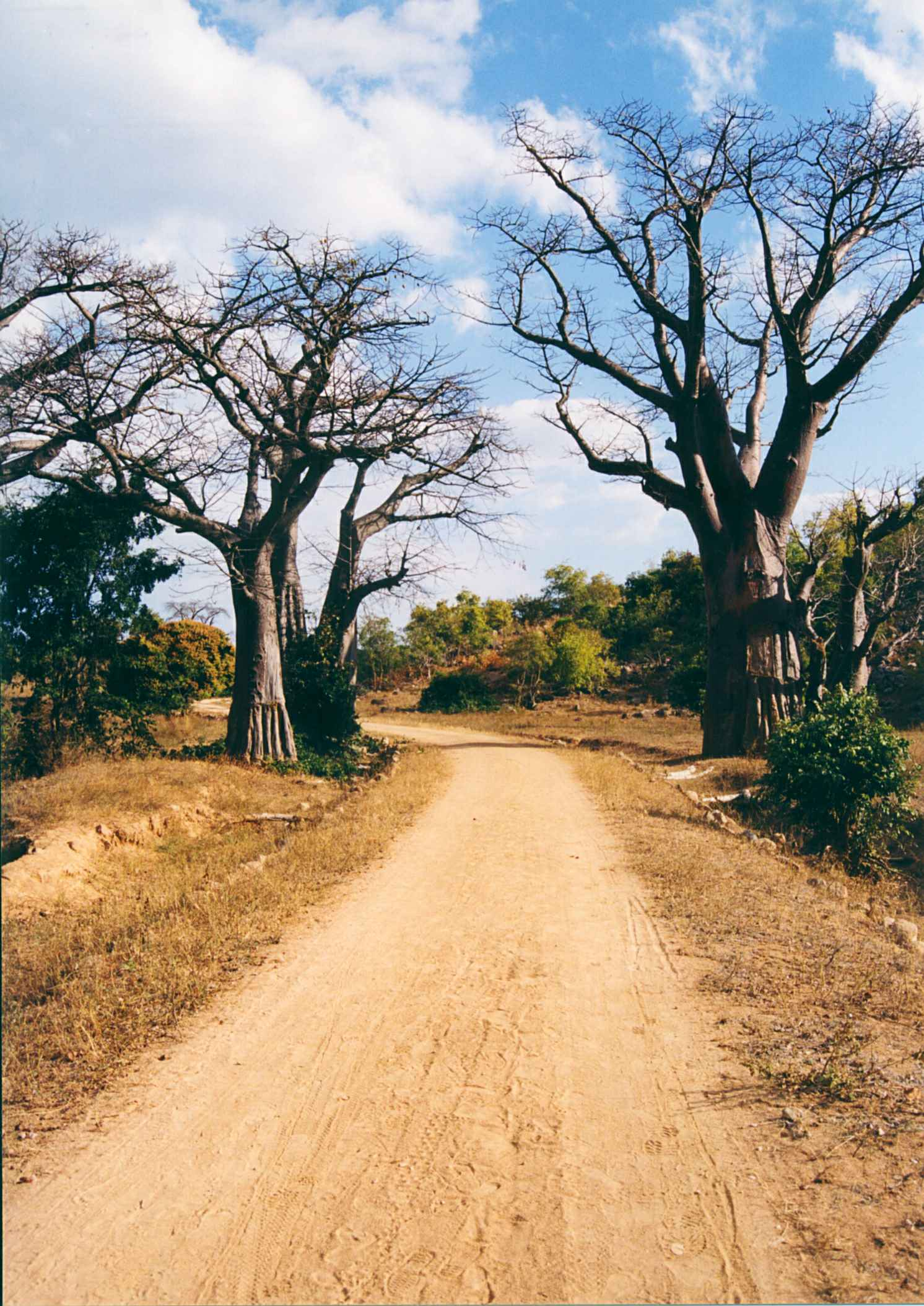
Сельская дорога без твердого покрытия в Малави.

Будучи страной без выхода к морю, Малави имеет также 700 километров водных маршрутов на озере Малави и вдоль по реке Шире.

## Автодороги
Последние оценки определяют, что в стране имеется около 15,451 километров дорог. Из них, только 6,956 (45 %) имеют твёрдое покрытие. Оставшиеся 8,496 километров составляют грунтовые дороги.

## Порты, гавани, водные маршруты
Озеро Малави и река Шире обеспечивают основные водные маршруты. В порту Чипока, в округе Салима Центрального региона Малави, расположена станция снабжения. Менее значимые порты расположены в Обезьяньем заливе, заливе Нкхата, Кота-Кота и Чилумба.
MV Ilala связывает остров Ликома с другими регионами страны, а также с побережьем Мозамбика и Малави. В 2010 был открыт порт в Нсандже для того, чтобы соединить страну с Индийским океаном через реки Шире и Замбези. По состоянию на 2015 год порт не функционирует из-за неразрешённого контракта с Мозамбиком.

## Воздушный транспорт

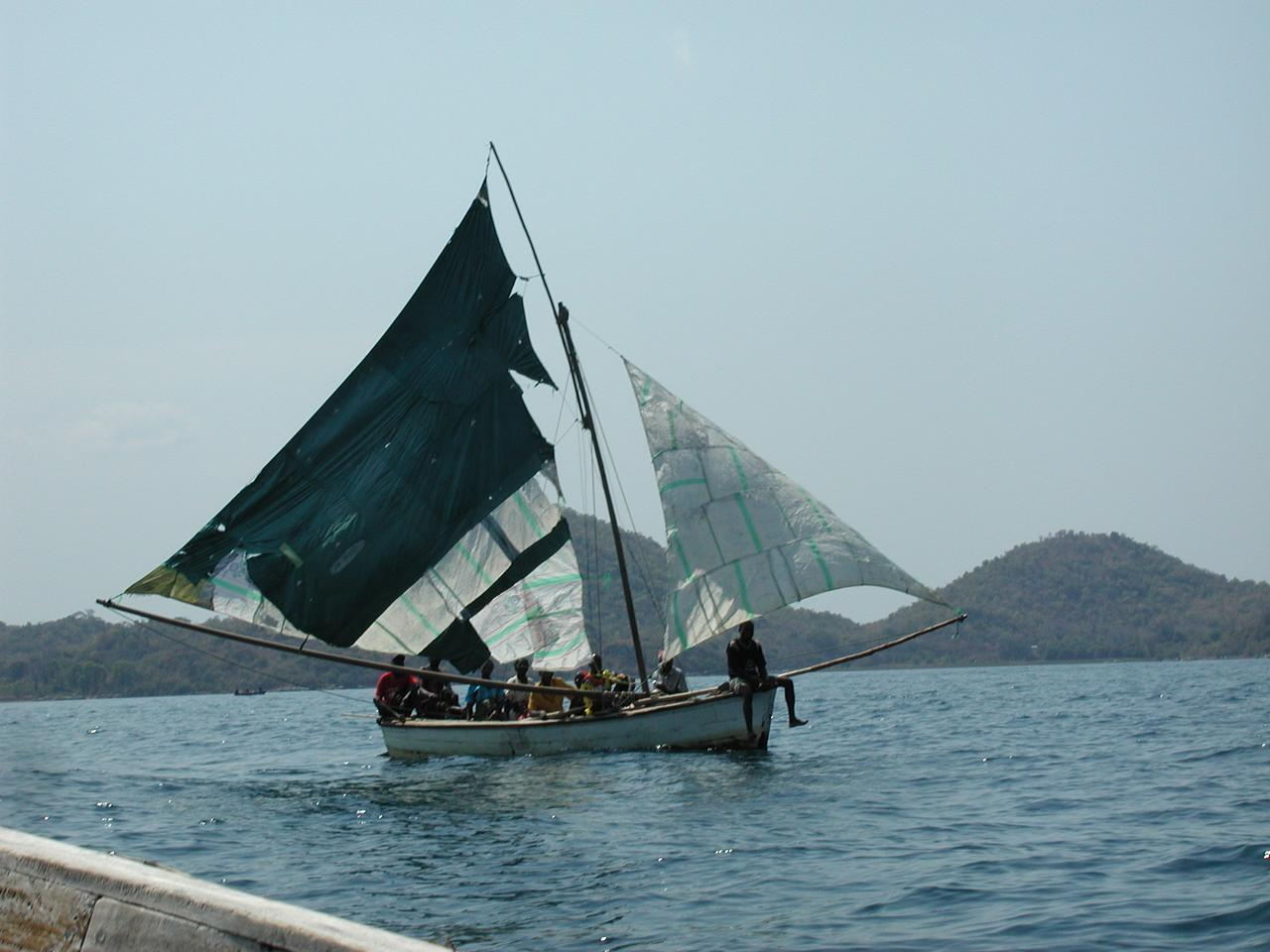
Лодка на Озере Малави

Malawian Airlines Limited — национальная авиакомпания Малави, основной региональный оператор авиаперевозок. Головной офис компании расположен в Лилонгве, 51 % акций принадлежит правительству Малави, 49 % — Эфиопским авиалиниям. Основным аэропортом является Международный Аэропорт Лилонгве.
На двусторонней встрече, состоявшейся 25 марта 2017 года, Президент Малави Его Превосходительство профессор Питер Мутарика и Президент Совета ИКАО д-р Олумуива Бенард Алиу были единодушны относительно важнейшего значения воздушного транспорта для экономического развития страны и той ключевой роли, которую должно играть соблюдение положений ИКАО в государственных стратегиях по развитию авиации.

## Коммуникации
На 2007 год в Малави было 175,200 стационарных телефонов, и 1.051 миллиона мобильных телефонов, что составляет примерно 8 телефонов на человека. Телефонная система в целом находилась в плачевном состоянии. В прошлом, телекоммуникации в Малави считались одними из худших в Африке, но ситуация постепенно улучшается.
По состоянию на 2007 год в стране было 139,500 пользователей Интернета, при этом к июлю 2015 это число возросло до 1,67 миллионов.